# Mustela
Mustela és un gènere de la família dels mustèlids al qual pertanyen les diferents espècies d'erminis, fures, visons i mosteles. Viuen arreu del món amb l'excepció de l'Antàrtida i Austràlia.

## Terminologia
El terme mostela es refereix generalment a M. nivalis, que és el membre més petit del gènere, encara que altres 11 de les 17 espècies del gènere porten la paraula mostela en el seu nom. Fora del gènere hi ha dues espècies més que porten la paraula en el seu nom: la mostela de clatell blanc i la mostela de la Patagònia, les quals pertanyen també a la subfamília dels mustelins.

## Descripció
Els membres d'aquest gènere són predadors petits i actius, amb cossos llargs i esvelts i potes curtes, que els permeten perseguir les preses dins els caus. La seva longitud varia entre els 15 centímetres de la mostela i els 60 centímetres del turó de peus negres (sense incloure la cua), sent les femelles més petites que els mascles. Generalment tenen un pelatge vermell o marró a l'espatlla, amb el ventre blanc. Algunes poblacions d'algunes espècies, com l'Ermini, muden el pelatge per un completament blanc a l'hivern.

## Taxonomia
Les espècies actualment reconegudes són les següents:
- Mostela de muntanya (M. altaica) - Europa i Àsia
- Ermini (M. erminea) - Europa, Amèrica del Nord, Nord d'Àsia, i introduïda al sud d'Àsia i Nova Zelanda
- Turó de l'estepa (M. eversmannii) - Europa i Àsia
- Mostela del Japó (M. itatsi) - Japó i illes Sakhalín, a Rússia
- Mostela de panxa groga (M. kathiah) - sud d'Àsia
- Visó europeu (M. lutreola) - Europa
- Mostela de Java (M. lutreolina) - sud d'Àsia
- Turó de peus negres (M. nigripes) - Amèrica del Nord
- Mostela (M. nivalis) - Europa, Amèrica del Nord, nord d'Àsia, i introduïda al sud d'Àsia i Nova Zelanda
- Mostela de peus nus (M. nudipes) - sud d'Àsia
- Turó comú (M. putorius) - Europa i nord d'Àsia
- Mostela de Sibèria (M. sibirica) - Europa i Àsia
- Mostela de llom ratllat (M. strigidorsa) - sud d'Àsia
- Mostela d'Egipte (M. subpalmata) - nord d'Egipte